# AAA Fusión
AAA Fusión fue un programa de televisión de lucha libre profesional producido por Asistencia Asesoría y Administración (AAA) estrenado el 10 de octubre de 2012 y finalizado el 31 de julio de 2013. AAA Fusión era transmitido los miércoles a las 8:00 p. m. (UTC-6) por TVC Deportes.Inicio a finales de octubre de 2012 y finalizó en Verano de 2013.

## Historia
En septiembre de 2012 se anunció el comienzo de una nueva era para Asistencia Asesoría y Administración, la cual reveló la creación de un nuevo show televisivo llamado "AAA Fusión". Este nuevo concepto de lucha libre se transmitiría a través de TVC Deportes. AAA Fusión trata de funciones luchísticas grabadas cada dos semanas en un domingo y transmitidas el siguiente miércoles según la grabación del mismo.
El 31 de julio de 2013, luego de 30 episodios, fue transmitido el último episodio de AAA Fusión. No se declaró si se comenzaría con las grabaciones de una segunda temporada, aunque el Campeonato de AAA Fusión se siguió defendiendo con regularidad en los eventos de AAA.

## Comentaristas
- Bernardo Guzmán
- José Manuel Guillén

## Primer Función
La primera función de AAA Fusión se realizó el 30 de septiembre de 2012 desde la Sala de Armas Magdalena Mixhuca en México, Distrito Federal. Fue transmitida por televisión el 10 de octubre de 2012.

### Resultados
- Dark Match: Dinastía, Mascarita Dorada & Octagoncito derrotaron a Mini Charly Manson, Mini Histeria & Mini Psycho Clown
- La Legión Extranjera (Jennifer Blake & Sexy Star) & Sexy Lady derrotaron a Cynthia Moreno, Faby Apache & Lolita (11:34)
  - Sexy Star forzó a Cynthia Moreno a rendirse con "La Cavernaria".
- Los Inferno Rockers (Devil Rocker, Machine Rocker, Soul Rocker & Uro Rocker) derrotaron a Aero Star, Drago, Fénix & Samuray Del Sol (06:03)
  - Los Inferno Rockers cubrieron a sus rivales después de una "Plancha" de Uro Rocker sobre los 4 técnicos.
- Cibernético, Cuervo & El Mesías derrotaron a Los Perros del Mal (Daga, El Hijo del Perro Aguayo & Halloween) por descalificación (19:41)
  - Los Perros del Mal fueron descalificados después de la intervención de El Texano, Jr. para atacar a El Mesías.
- El Consejo (El Texano, Jr. & Silver Caín) derrotaron a Dr. Wagner, Jr. & L.A. Park  por descalificación (17:28)
  - Dr. Wagner, Jr. y L.A. Park fueron descalificados después de la intervención de El Mesías para atacar a El Texano, Jr.

## Campeonato de AAA Fusión
El 26 de octubre de 2012 durante el lanzamiento del póster promocional del tercer evento de AAA Fusión a realizarse en la Arena Neza, el tercer combate de dicho evento incluía una lucha eliminatoria para contender por el Campeonato de AAA Fusión. Los 4 luchadores elegidos para participar en dicho combate fueron Dark Dragon, Drago, Fénix y Toscano.

### Torneo por el campeonato

#### Primera ronda
- Primera Eliminatoria (3 de noviembre de 2012)

Drago eliminó a Toscano con "La Cerrajera" (11:52)
Dark Dragon eliminó a Drago con un "Modified Michinoku Driver II" (22:30)
Fénix eliminó a Dark Dragon con un "Poisoned Frankensteiner" (24:44)
Ganador: Fénix (24:44)
- Segunda Eliminatoria (18 de noviembre de 2012)

Joe Líder eliminó a Psicosis con un "Lider Storm Driver" (07:48)
Joe Líder eliminó a Jack Evans con una "Plancha" (09:56)
Daga eliminó a Joe Líder con un "Top Rope Canadian Destroyer" (16:02)
Ganador: Daga (16:02)
- Tercera Eliminatoria (1 de marzo de 2013)

Juventud Guerrera eliminó a Último Gladiador
Pentagón, Jr. eliminó a Aero Star
Juventud Guerrera eliminó a Pentagón, Jr.
Ganador: Juventud Guerrera
- Cuarta Eliminatoria (1 de marzo de 2013)

Halloween eliminó a Super Fly con "La Lanza" (06:46)
Crazy Boy eliminó a Halloween con un "Jumping Reverse STO" (07:32)
Crazy Boy eliminó a Angélico con un "Diving DDT" (13:08)
Ganador: Crazy Boy (13:08)

#### Segunda ronda
- Final del torneo (17 de marzo de 2013)

Daga eliminó a Crazy Boy
Daga eliminó a Juventud Guerrera
Fénix eliminó a Daga
Ganador: Fénix

### Lista de campeones
El actual y primer campeón Fénix lleva 5 defensas de este campeonato y actualmente, este luchador es campeón de la empresa de la frontera: The Crash mismo cinturón que porto junto con el de  «AAA Fusión» en «Triplemania XXI»
| Luchador: | Reinado N°: | Derrotó a:                          | Fecha:              | Show o evento:      | Referencia |
| --------- | ----------- | ----------------------------------- | ------------------- | ------------------- | ---------- |
| Fénix     | 1           | Crazy Boy, Daga & Juventud Guerrera | 17 de marzo de 2013 | Rey de Reyes (2013) | [ 5 ]      |